# Carlijn Schoutens
Carlijn Schoutens (ur. 12 grudnia 1994 w Trenton) – holenderska i amerykańska łyżwiarka szybka, brązowa medalistka olimpijska (2018).
Do 2014 roku reprezentowała Holandię, następnie dołączyła do drużyny Stanów Zjednoczonych.
W lutym 2018 roku po raz pierwszy w karierze wystąpiła na zimowych igrzyskach olimpijskich. Wystartowała w trzech konkurencjach. W biegu drużynowym zdobyła brązowy medal olimpijski (wspólnie z nią w amerykańskiej drużynie wystąpiły Heather Bergsma, Brittany Bowe i Mia Manganello), w biegu na 3000 m zajęła 22. miejsce, a na 5000 m była 11.
Dziewięciokrotnie stanęła na podium mistrzostw Stanów Zjednoczonych – trzy razy w tych zawodach zwyciężyła, pięć razy była druga, a raz trzecia.